# Tolimán (Jalisco)
Tolimán es una localidad del estado mexicano de Jalisco. Es la cabecera del municipio de Tolimán.

## Toponimia
El nombre «Tolimán» proviene de los términos en náhuatl: tolli, tule; tlan, lugar de abundancia. Su significado es «Lugar donde abunda el árbol del tule».

## Demografía
| Gráfica de evolución demográfica |
|                                  |

| Censo | Población |
| ----- | --------- |
| 1900  | 1 558     |
| 1910  | 1 354     |
| 1921  | 1 759     |
| 1930  | 1 463     |
| 1940  | 2 937     |
| 1950  | 1 820     |
| 1960  | 1 957     |
| 1970  | 1 610     |
| 1980  | 1 481     |
| 1990  | 1 440     |
| 2000  | 1 404     |
| 2010  | 1 393     |
| 2020  | 1 451     |